# Invasion
För andra betydelser, se Invasion (olika betydelser).

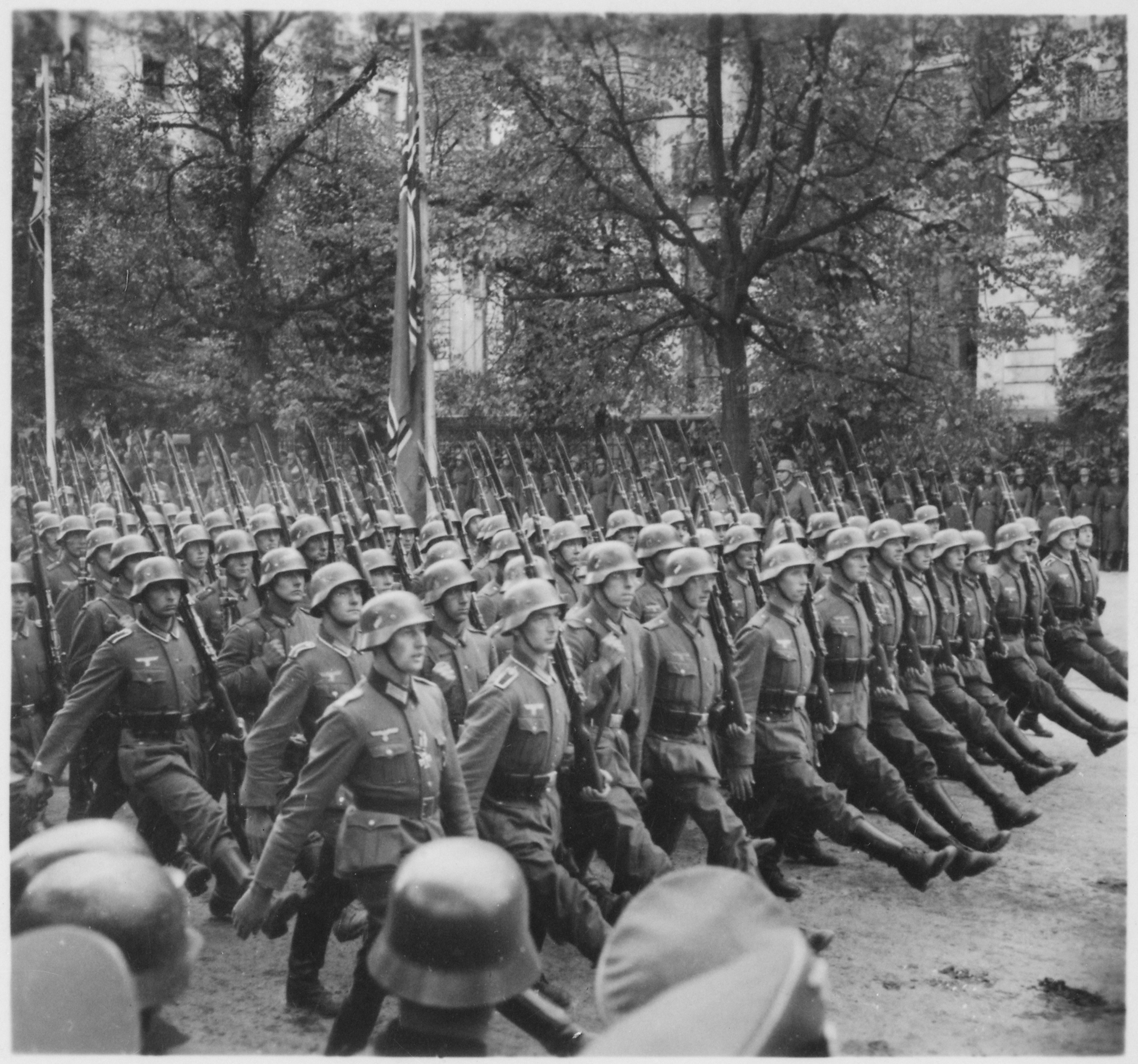
Tyska trupper marscherar genom Warszawa under Invasionen av Polen 1939

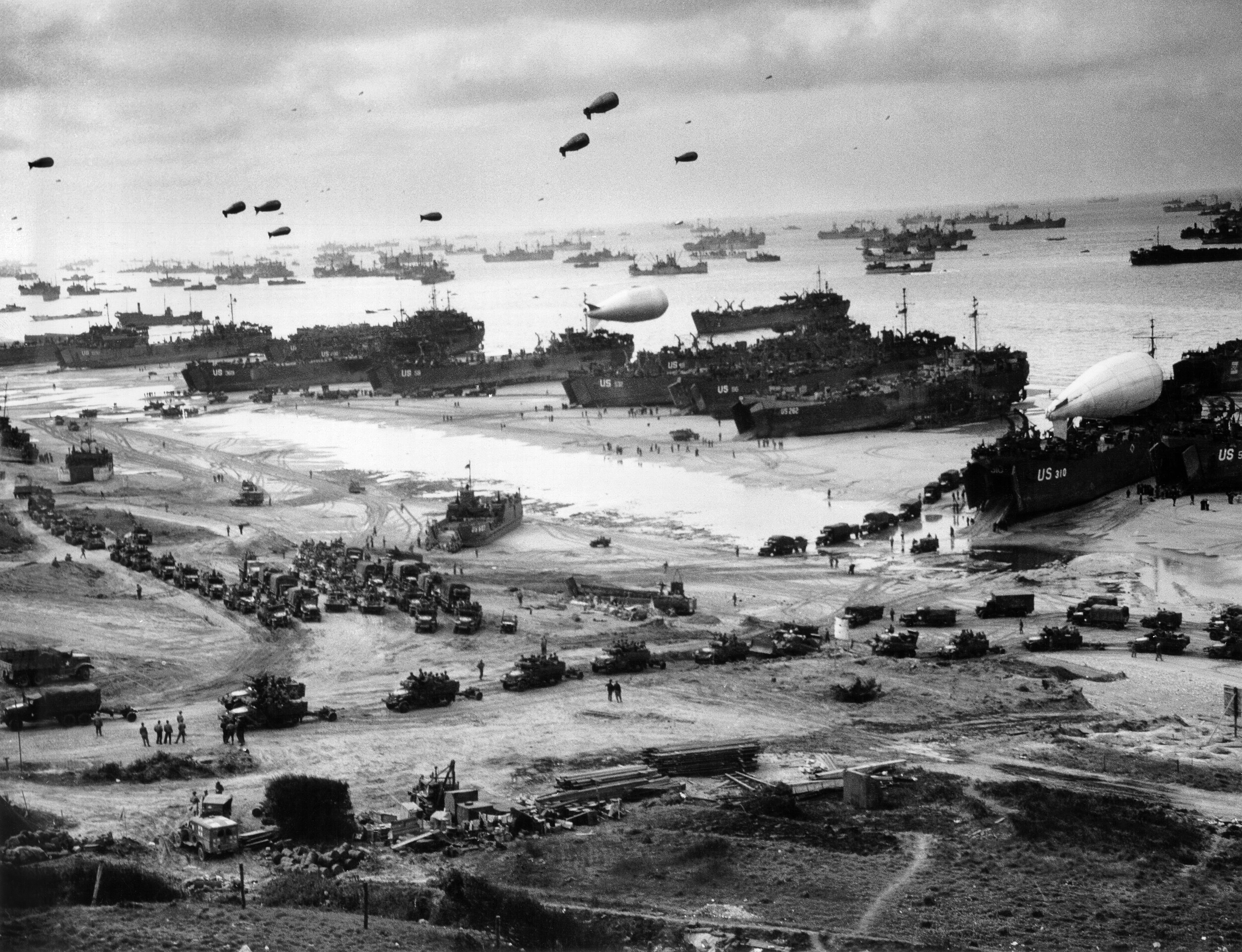
De allierades invasion av tyskockuperade länder i Europa, och av Tyskland, inleddes med slaget vid Normandie 1944. Här armékonvoj och landstigningsfartyg som lossar proviant under slaget.

En invasion (senlatin invasio ’angrepp’, ’anfall’, av latin invado ’tåga fram’) avser som militärt begrepp en stor truppförflyttning och inmarsch  på landterritorium som har behärskats av annan stat, i syfte att ockupera, erövra, befria eller dela landet, alternativt att byta ut dess regering. Invasion föreligger när ett land, genom militär offensiv/aggression med ett stort antal kombattanter, övertar hela eller delar av ett territorium som förut kontrollerades av ett annat land.
Begreppet invasion kan även användas om andra intrång av en stor mängd människor, djur eller växter, exempelvis av en invasiv art. Även i medicinen förekommer begreppet vid invasion av tumörceller i omkringliggande vävnader.

## Typer av militärinvasioner
Man skiljer på gränsinvasion, kustinvasion, luftinvasion (luftlandsättning) och kombinationer av dessa. Invasion kan förberedas genom bekämpning av försvararens resurser. Invasion kan också utföras som överraskande strategiskt överfall, för att snabbt besätta alla försvararens civila och militära nyckelpositioner i det aktuella området så att allt organiserat motstånd inställs. En invasion kan utgöra orsaken till ett krig, vara en del av en större strategi för att avsluta ett krig, eller det kan utgöra ett helt krig i sig. 

## Exempel på invasioner och invasionskrig
Den här artikeln är helt eller delvis baserad på material från engelskspråkiga Wikipedia, List of invasions.
- Afghansk-sovjetiska kriget 1979
- Iran–Irak-kriget 1980
- Falklandskriget 1982
- Invasionen av Grenada 1983
- USA:s invasion av Panama 1989
- Kuwaitkriget 1990 och motoffensiven inledd 1991
- Invasionen av Etiopien 1998
- Andra Kongokriget 1998-2003
- Kargilkriget 1999
- Afghanistankriget (2001–2021)
- Irakkriget 2003
- Libanonkriget 2006
- Kriget i Georgien 2008
- Gazakriget (2008–2009)
- Gazakriget 2014
- Rysslands invasion av Ukraina 2022